# Carlton D. Everhart II

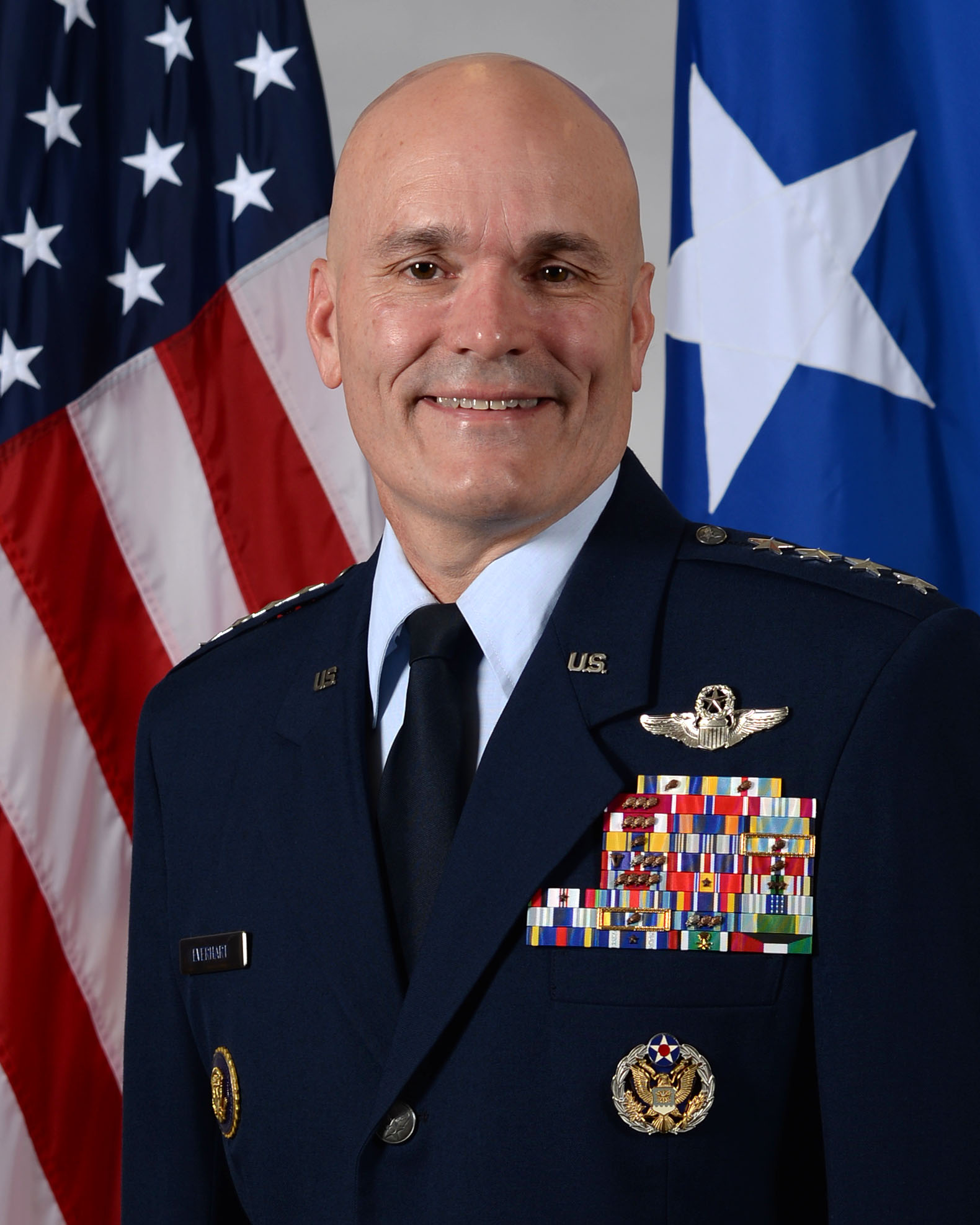
Carlton Dewey Everhart II (2018)

Carlton Dewey Everhart II (* 17. Juni 1961 auf der Selfridge Air Force Base, Michigan) ist ein pensionierter US-amerikanischer General der United States Air Force und war in seiner letzten Verwendung von 2015 bis 2018 Kommandeur des Air Mobility Command. Seitdem ist er als Berater diverser Unternehmen tätig.

## Leben

### Militärische Laufbahn
Everhart erwarb 1983 einen Bachelor of Science an der Virginia Polytechnic Institute and State University und trat danach über das Reserveoffizierprogramm in die United States Air Force ein. Von Februar 1984 bis Januar 1985 absolvierte er sein Pilotentraining auf der Columbus Air Force Base in Missouri und wurde danach als Fluglehrer in Little Rock, Arkansas, in der 50th Tactical Airlift Squadron eingesetzt. Von Dezember 1989 bis November 1992 war er am gleichen Standort Fluglehrer und Ausbilder für Lufttransport-Taktik.
Von Ende 1992 bis Februar 1995 gehörte er zum ersten Lehrgang für das neue Transportflugzeug Boeing C-17 und war auf diesem Muster für Flugsicherheit und als Fluglehrer und Standardisierer in der 17th Airlift Squadron in Charleston, South Carolina, verantwortlich. Von Februar 1995 bis Juni 1995 war er anschließend Chef der Standardisierungsabteilung in der 14th Airlift Squadron am gleichen Standort, bevor er von Juni 1995 bis Juni 1996 seine obligatorische Ausbildung für angehende Stabsoffiziere am Army Command and Staff College in Fort Leavenworth in Kansas absolvierte.
Von Juni 1996 bis März 1998 war er im Hauptquartier der United States Air Force im Pentagon eingesetzt, zunächst als Mobility Force Planner und im Anschluss in der gemeinsamen Planungsabteilung (Directorate of Joint Matters), bevor er von März 1998 bis März 2000 als persönlicher Berater für Fragen der Luftstreitkräfte für den US-Präsidenten Bill Clinton im Weißen Haus in Washington, D.C. diente. Anschließend war er in kurzer Folge zunächst als Kommandeur der 457th Airlift Squadron auf der Andrews Air Force Base in Maryland eingesetzt, danach für ein Jahr als Lehrgangsteilnehmer am National War College in Washington, D.C., sowie für ein weiteres Jahr als Chef des Joint Mobility Operations Center im United States Transportation Command auf der Scott Air Force Base in Illinois. Im August 2003 übernahm er als Kommandeur die 374th Operations Group auf der Yokota Air Base in Japan und war während dieser Zeit von März bis Juli 2004 zudem Kommandeur des 386th Air Expeditionary Wing in Südwestasien.
Everhart war anschließend zunächst stellvertretender Kommandeur des 97th Air Mobility Wing auf der Altus Air Force Base in Oklahoma und danach bis August 2007 Kommandeur des Verbandes. Danach wechselte er bis Juni 2008 als Inspector General ins Headquarters, Air Education and Training Command nach Texas und war daraufhin Deputy Director of Intelligence Operations and Nuclear Integration im gleichen Hauptquartier, dort wurde er am 31. Januar 2009 auch zum Brigadier General ernannt. Vom März 2009 bis April 2010 schloss sich eine Verwendung als stellvertretender Kommandeur für zivil-militärische Zusammenarbeit im United States Central Command in Kabul, Afghanistan, an.
Von Juni 2010 bis Juni 2011 war er Vizekommandeur des 618th Air and Space Operations Center, das gleichzeitig das Tanker Air Lift Control Center zur Koordination aller Luftbetankungs- und Lufttransporteinsätze umfasst, wiederum auf der Scott AFB, und übernahm dieses Center von Juli 2011 bis April 2012 selbst als Kommandeur. Von April 2012 bis Februar 2014 war er, ab 20. Juli 2012 als Major General, stellvertretender Kommandeur der 3. Luftflotte auf der Ramstein Air Base in Deutschland und in Personalunion von Mai 2012 bis Juli 2012 Kommandeur der United States Air Forces Africa. Von Februar 2014 bis Juni 2014 übernahm er schließlich die Third Air Force für kurze Zeit selbst als Kommandeur, bevor er zum Kommandeur der Eighteenth Air Force und damit aller in Amerika stationierten Lufttransportverbände und zum Lieutenant General ernannt wurde. Im August 2015 übergab er das Kommando und wurde selbst zum Kommandeur des Air Mobility Command ernannt. Damit einher ging seine Ernennung zum General am 11. August 2015. Diese Position hatte er bis zu seiner Pensionierung im September 2018 inne.

### Daten der Beförderungen
| Abzeichen | Rang               | Jahr             |
| --------- | ------------------ | ---------------- |
|           | Second Lieutenant  | 11. Oktober 1983 |
|           | First Lieutenant   | 11. Oktober 1985 |
|           | Captain            | 11. Oktober 1987 |
|           | Major              | 1. November 1994 |
|           | Lieutenant Colonel | 1. Juli 1999     |
|           | Colonel            | 1. August 2003   |
|           | Brigadier General  | 31. Januar 2009  |
|           | Major General      | 20. Juli 2012    |
|           | Lieutenant General | 20. Juni 2014    |
|           | General            | 11. August 2015  |

### Weitere Beschäftigungen
Nach dem Ausscheiden aus dem Militärdienst gründete Everhart die Beratungsfirma Everhart Strategic Consulting Group und ist außerdem Vorsitzender/CEO der Airlift/Tanker Association. Zudem sitzt er im Aufsichtsrat von Goldratt Consulting North America und ist Berater der Firma ProDIGIQ.